# 黃五棘鯛
黃五棘鯛（學名：Pentaceros decacanthus），為輻鰭魚綱鱸形目鱸亞目五棘鯛科的其中一種，分布於南澳大利亞及紐西蘭海域，深度37-460公尺，本魚眼大，吻略突出，口小，體略呈方形，尾鰭截形，體色為深褐色，體長可達25.5公分，棲息在大陸棚及大陸坡底層水域，生活習性不明。

## 擴展閱讀
維基物種上的相關：黃五棘鯛